# Between the Buttons
Between the Buttons je páté britské a sedmé americké album kapely The Rolling Stones, vydané v roce 1967.
V roce 2003 jej časopis Rolling Stone vyhlásil 355. nejlepším albem všech dob.
Nahrávky Rolling Stones z roku 1967 nejsou přijímány zcela jednoznačně. Mnoho kritiků je označuje za směs jejich vlastního, syrového projevu s módními trendy Beatles, Kinks či Boba Dylana a psychedelickou hudbou. Pokud toto nebudeme brát v úvahu a budeme se koncentrovat čistě jen na samotné album, tak zjistíme, že se jedná o jedno z jejich nejlepších, které obsahuje mnoho skvělých písní. Skladby se zlepšily po textové stránce, staly se odvážnějšími a i aranže jsou nápaditější. Písně jako "All Sold Out", "My Obsession" nebo "Yesterday's Papers" jsou přemýšlivé, "She Smiled Sweetly" zase ukazuje skupinu v romantické poloze, zatímco "Connection" reprezentuje řízný rock.

## Seznam skladeb (Velká Británie)
Autory jsou Mick Jagger a Keith Richards.
1. "Yesterday's Papers" - 2:04
2. "My Obsession" - 3:17
3. "Back Street Girl" - 3:27
4. "Connection" - 2:08
5. "She Smiled Sweetly" - 2:44
6. "Cool, Calm And Collected" - 4:17
7. "All Sold Out" - 2:17
8. "Please Go Home" - 3:17
9. "Who's Been Sleeping Here?" - 3:55
10. "Complicated" - 3:15
11. "Miss Amanda Jones" - 2:47
12. "Something Happened To Me Yesterday" - 4:55

## Seznam skladeb (Spojené státy)
1. "Let's Spend the Night Together" - 3:36
2. "Yesterday's Papers" - 2:04
3. "Ruby Tuesday"* - 3:17
4. "Connection" - 2:08
5. "She Smiled Sweetly" - 2:44
6. "Cool, Calm And Collected" - 4:17
7. "All Sold Out" - 2:17
8. "My Obsession" - 3:17
9. "Who's Been Sleeping Here?" - 3:55
10. "Complicated" - 3:15
11. "Miss Amanda Jones" - 2:47
12. "Something Happened To Me Yesterday" - 4:55